# Station Roma Termini

Station Roma Termini (officieel: Stazione di Roma Termini) geldt als het belangrijkste spoorwegstation in de Italiaanse hoofdstad Rome, en tevens het middelpunt van het openbaar vervoernet in deze stad door de verbinding met metrolijn A en B.

## Geschiedenis
Het station dankt zijn naam aan de Thermen van Diocletianus (Termini) die aan de noordwest kant van het stationsplein liggen. Onder het pontificaat van paus Pius IX (1846-1878) opende de Kerkelijke Staat haar eerste spoorlijn tussen Rome en Frascati in 1856 en drie jaar later een tweede lijn tussen Rome en Civitavecchia. Op voorspraak van monsigneur de Merode werd besloten tot de bouw van een gemeenschappelijk station voor beide lijnen. Dit verrees op het terrein van de villa van Paus Sixtus V dat door de nieuwe eigenaren aan de Kerkelijke Staat werd afgestaan. In 1862 begon de bouw van het Stazione Centrale delle Ferrovie Romane dat op 25 februari 1863 werd geopend. Op 2 juli 1868 begonnen de voorbereidingen voor de bouw van een groter station met een ceremonie in het bijzijn van Paus Pius IX. In 1869 werd gekozen voor het ontwerp van Salvatore Bianchi dat was afgeleid van het Parijse Gare de l'Est, met gescheiden hallen voor aankomst en vertrek. Op 20 september 1870 werd de Kerkelijke Staat ingelijfd in het nieuwe Italië en op 3 februari 1871 werd Rome officieel de hoofdstad van het Koninkrijk Italië. Het stadsbestuur besloot de bouw van het station te voltooien, het eerste deel werd in 1873 in gebruik genomen en in 1874 was het nieuwe station aan  het Piazza di Termini gereed. In 1883 kreeg het station elektrische verlichting, destijds een technisch hoogstandje. In 1887 sneuvelden 500 Italiaanse militairen tijdens de slag van Dogali in Eritrea waarop bij het station een monument voor de gesneuvelden werd geplaatst en het plein werd omgedoopt in Piazza dei Cinquecento (Het plein van de 500). In 1935 kwam de spoorlijn Florence – Rome onder de draad waarmee Termini toen het zuidelijkste geëlektrificeerde station in Italië was. 

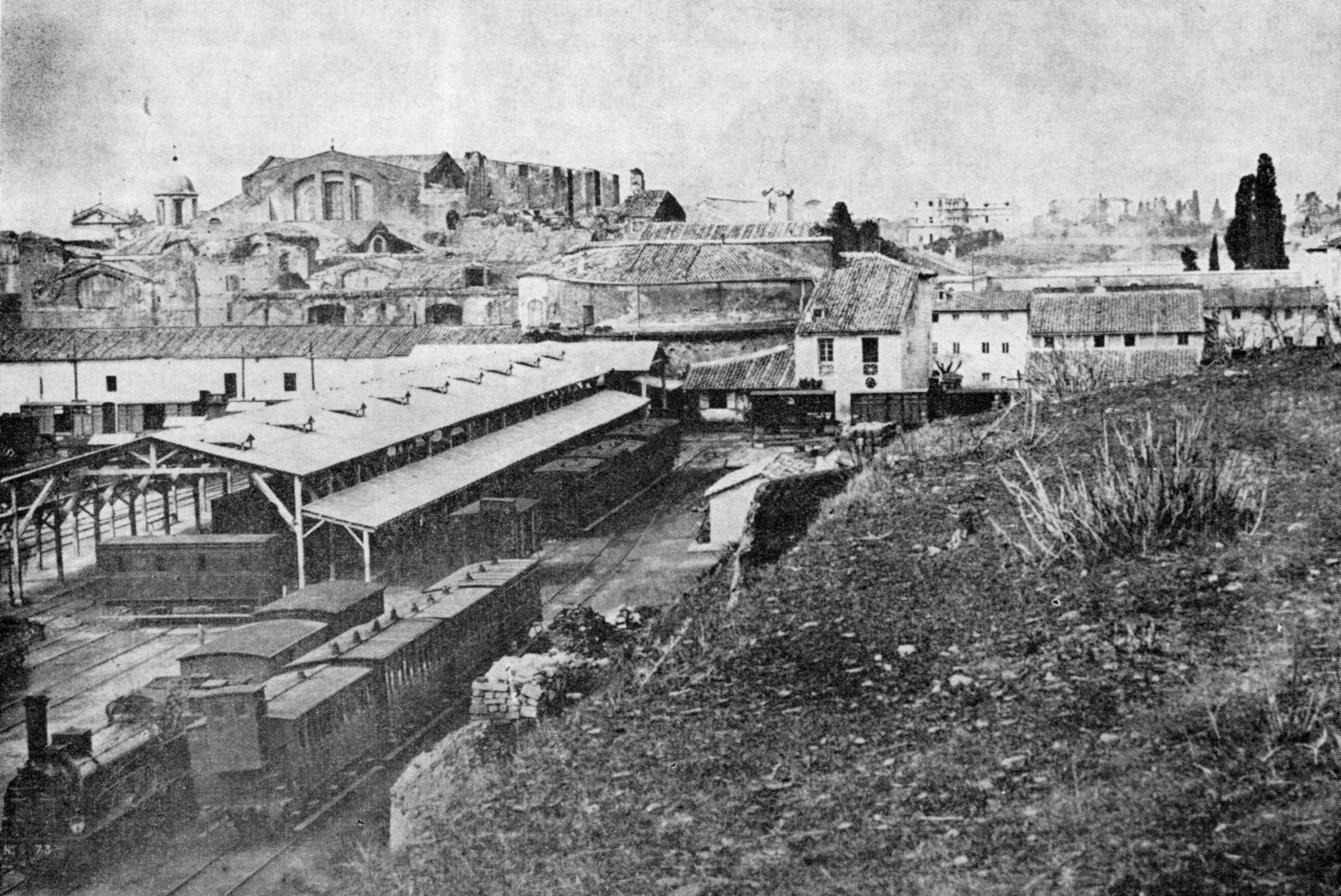
Stazione Centrale delle Ferrovie Romane in 1865
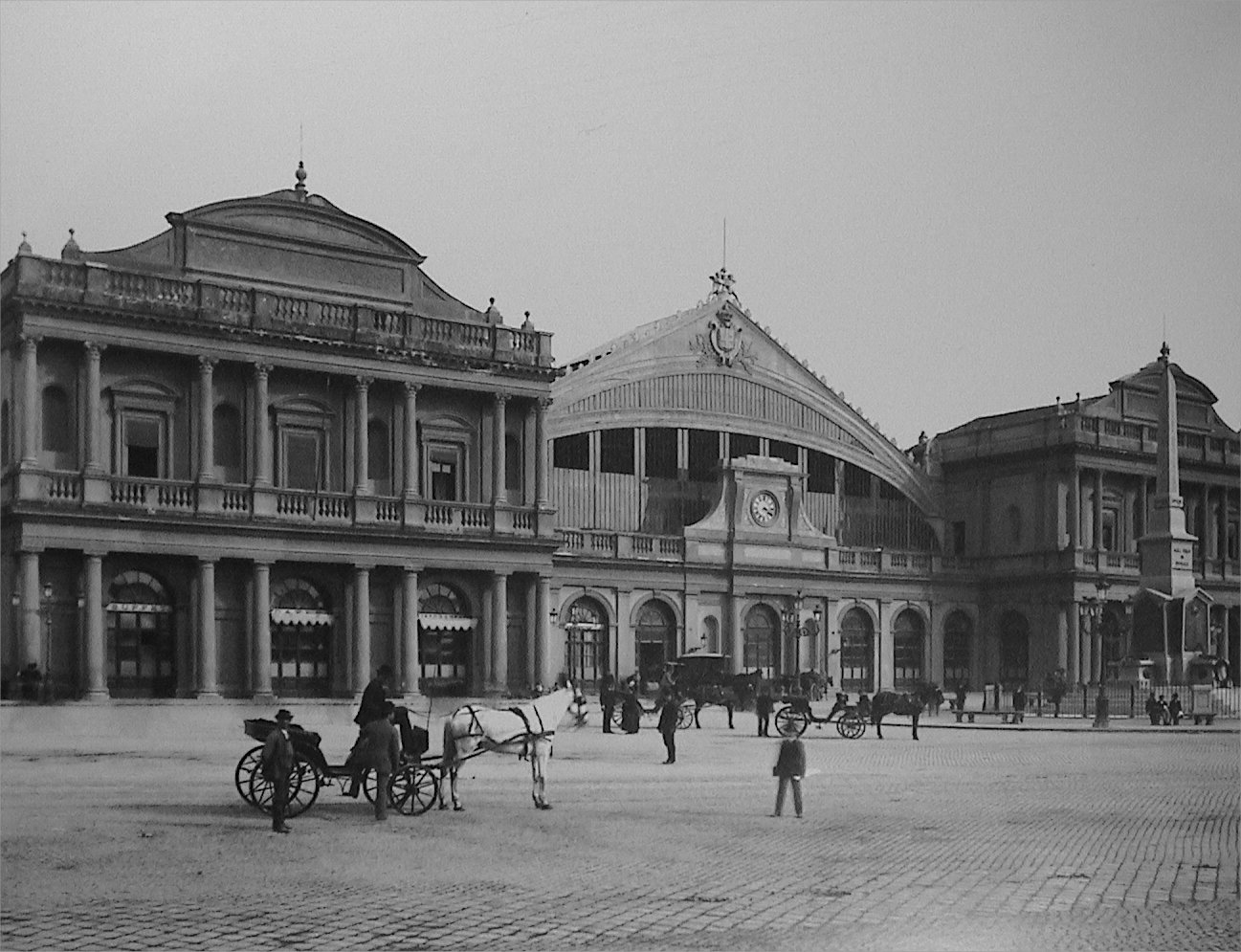
Het stationsgebouw uit 1873
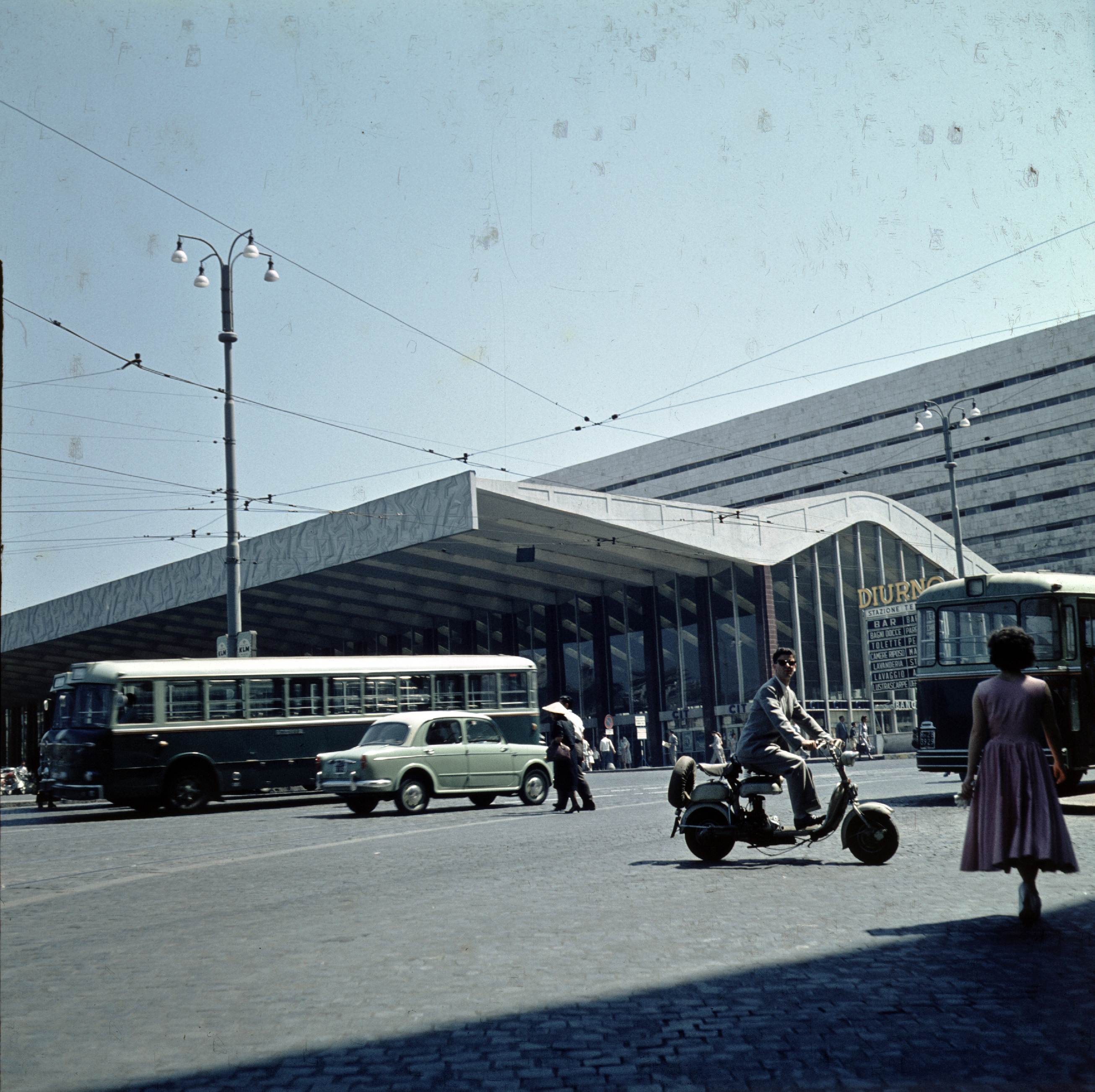
Het stationsgebouw uit 1950

## Modernisering
De groei van het treinverkeer sinds 1873 en de elektrificatie was begin jaren dertig van de twintigste eeuw aanleiding om het spoorwegnet in en rond Rome te moderniseren. De capaciteit van het station moest ook worden vergroot om aan de vraag te kunnen voldoen. In 1935 stelde de gouverneur van Rome aan de regering voor om in 1942 een wereldtentoonstelling, de Esposizione Universale di Roma (EUR), in Rome te organiseren. De uitgewerkte plannen in 1937 omvatten, behalve de tentoonstelling zelf ook een metrolijn tussen Termini en het tentoonstellingsterrein. In 1939 kwam het ontwerp van architect Angiolo Mazzoni del Grande als winnaar van een ontwerpwedstrijd uit de bus. Zijn kopstation is één der opmerkelijkste gebouwen van de 20e eeuw in Italië. De bouw begon met het 200 meter terugleggen van het emplacement en de sloop van het station van Bianchi. Op de plaats van dat stationsgebouw begon de bouw van het metrostation onder het inmiddels vergrote Piazza dei Cinquecento. De bouw van de metro werd in 1940 stilgelegd en de wereldtentoonstelling werd afgelast. In 1943 werden, na de val van Mussolini, eveneens de werkzaamheden aan het spoorwegstation gestaakt. De twee zijvleugels van elk 500 meter lang waren toen, op de koninklijke wachtkamer na, al gereed. Begin 1946 werd het plan van Mazzoni als achterhaald bestempeld vanwege de kopgevel ondanks dat hij deze in 1943 had ontdaan van fascistische elementen.

## Architectuur
Na de oorlog schreef de Italiaanse regering in 1947 een wedstrijd uit om het station te voltooien waarop de bouw werd hervat. Het werd voltooid in 1950 ter gelegenheid van het Heilig Jaar. Het dak van de grote glazen stationshal (128 m breed en 32 m diep) met zijn golvende lijnen geldt als een van de grote bouwkundige verwezenlijkingen van de twintigste eeuw. Nochtans wordt de architectuur soms bekritiseerd vanwege haar logheid.
Twee architectenteams wonnen de wedstrijd: Leo Calini en Eugenio Montuori enerzijds, en Massimo Castellazzi, Vasco Fadigati, Achille Pintonello en Annibale Vitellozzi anderzijds. Als expert in betonconstructies, stelden ze ingenieur Pier Luigi Nervi aan. Rond 1950 was het nieuwe gebouw klaar in zijn huidige vorm. Het bestaat uit een lang kopgebouw dat haaks staat op de twee zijvleugels van Mazzoni. Dit kopgebouw ligt 50 meter dichter bij de Thermen dan in het ontwerp van Mazzoni zodat de sporen langer konden worden. Tussen de zijvleugels en het kopgebouw ligt een overdekte galerij over de volle breedte van het station. In het kopgebouw, dat dezelfde hoogte heeft als de zijvleugels, bevinden zich kantoorruimtes. Excentrisch geplaatst voor het kopgebouw bevindt zich een grote, overdekte transparante voorhal met de kaartverkoop. Kenmerkend voor de hal is het gekromde dak. Het restaurant bevindt zich ten noorden van de hal eveneens voor het kopgebouw. De hal met kaartverkoop en het restaurant worden gescheiden door de restanten van de Servische Muur voor het station.
De eerste architect, Mazzoni, hanteerde in zijn bouwwerken diverse stijlen. Zijn ontwerpen varieerden van openlijk bombastisch, neoklassiek, futuristisch tot radicaal modern. De twee vleugels ontworpen voor het station zijn uitgevoerd in een sobere, neoklassieke stijl. Ze hebben beide strakke gevels met openingen in de vorm van arcades of rechthoekige ramen en zijn bekleed met travertijn. Binnenin zijn de muren en vloeren bekleed met mozaïekstenen en marmer uit heel Italië. Ook zandgestraalde baksteen is prominent aanwezig. De indrukwekkende bakstenen gewelven doen terugdenken aan de Romeinse structuren van weleer.

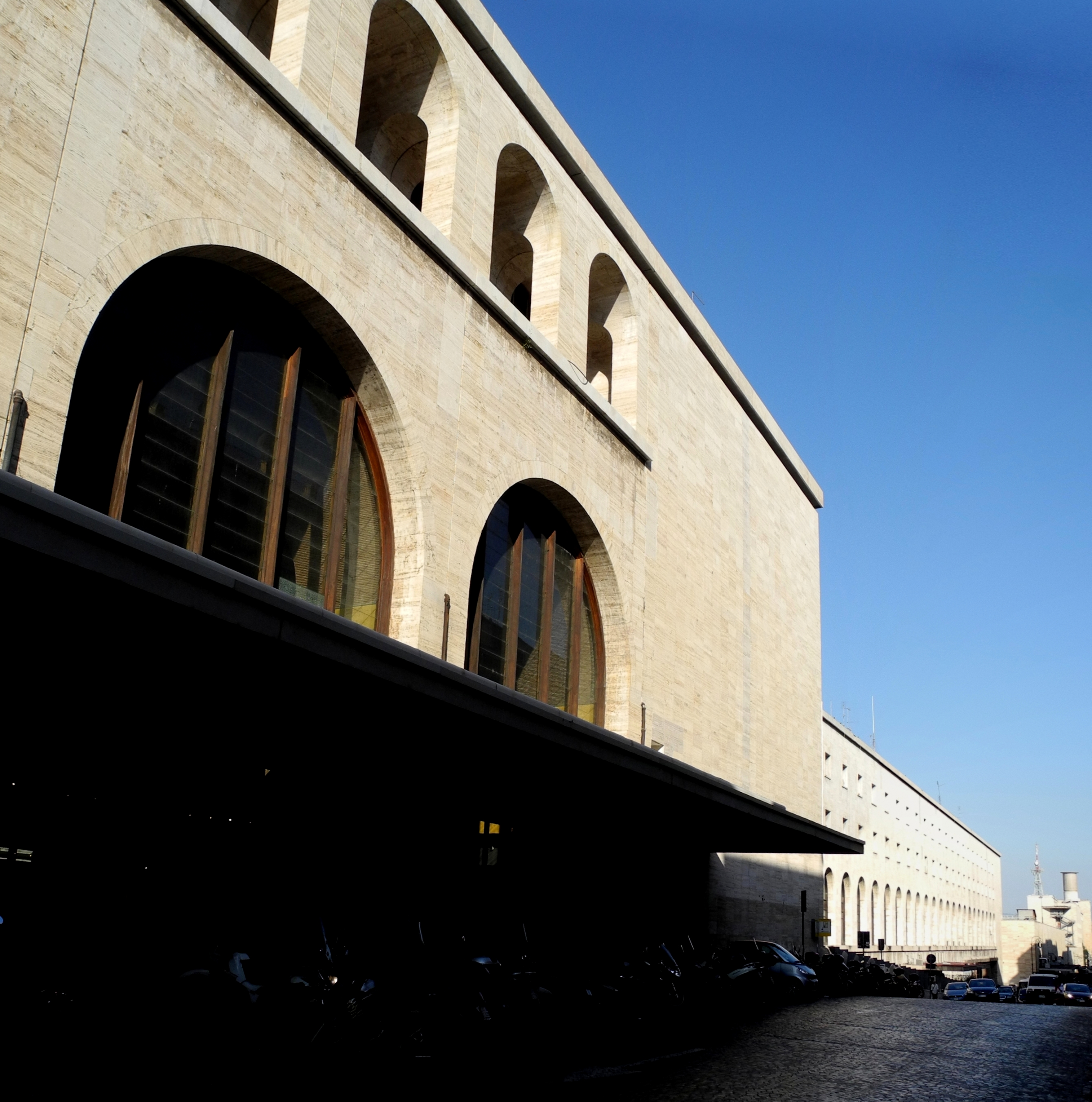
De zuidelijke zijvleugel met de arcades
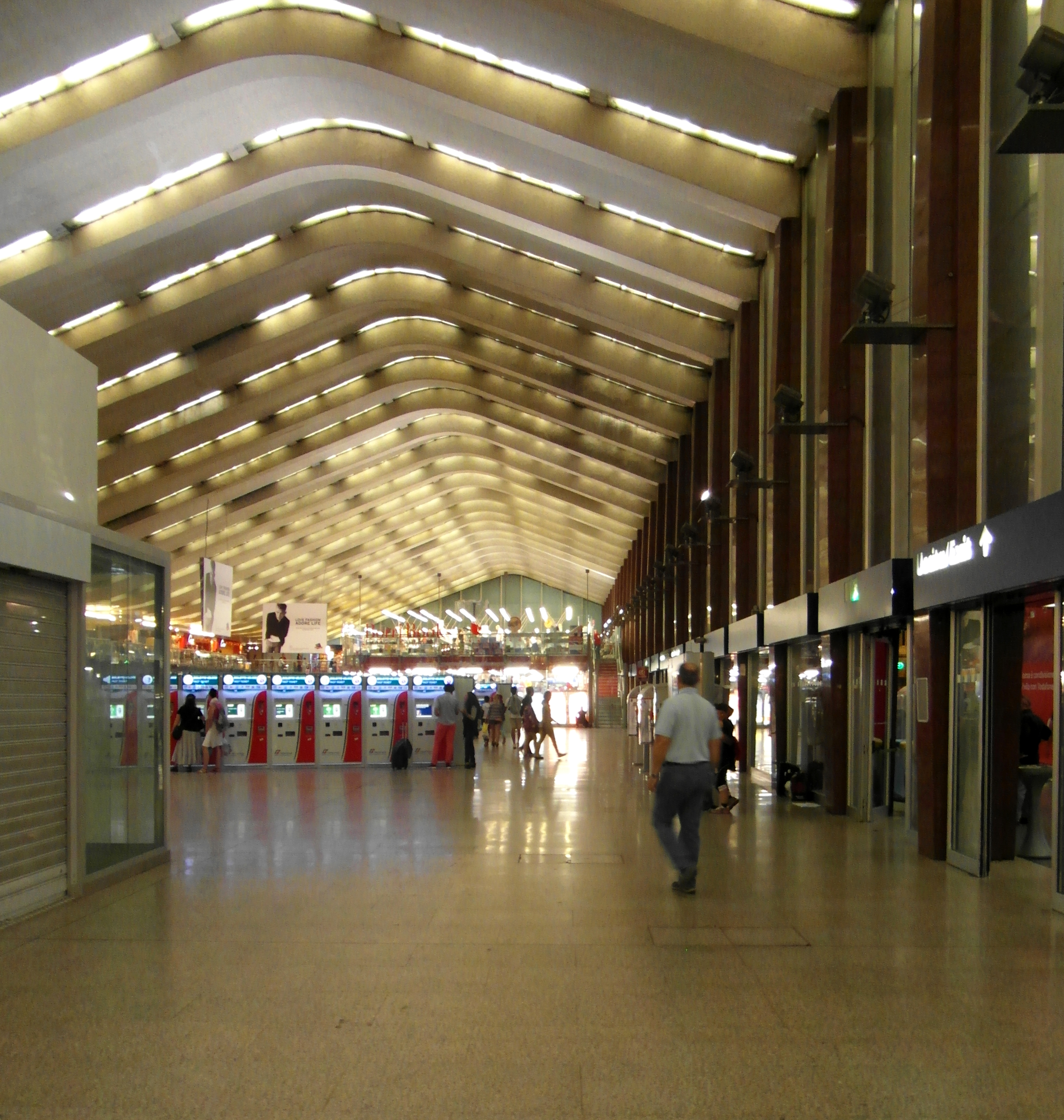
Het interieur van de voorhal
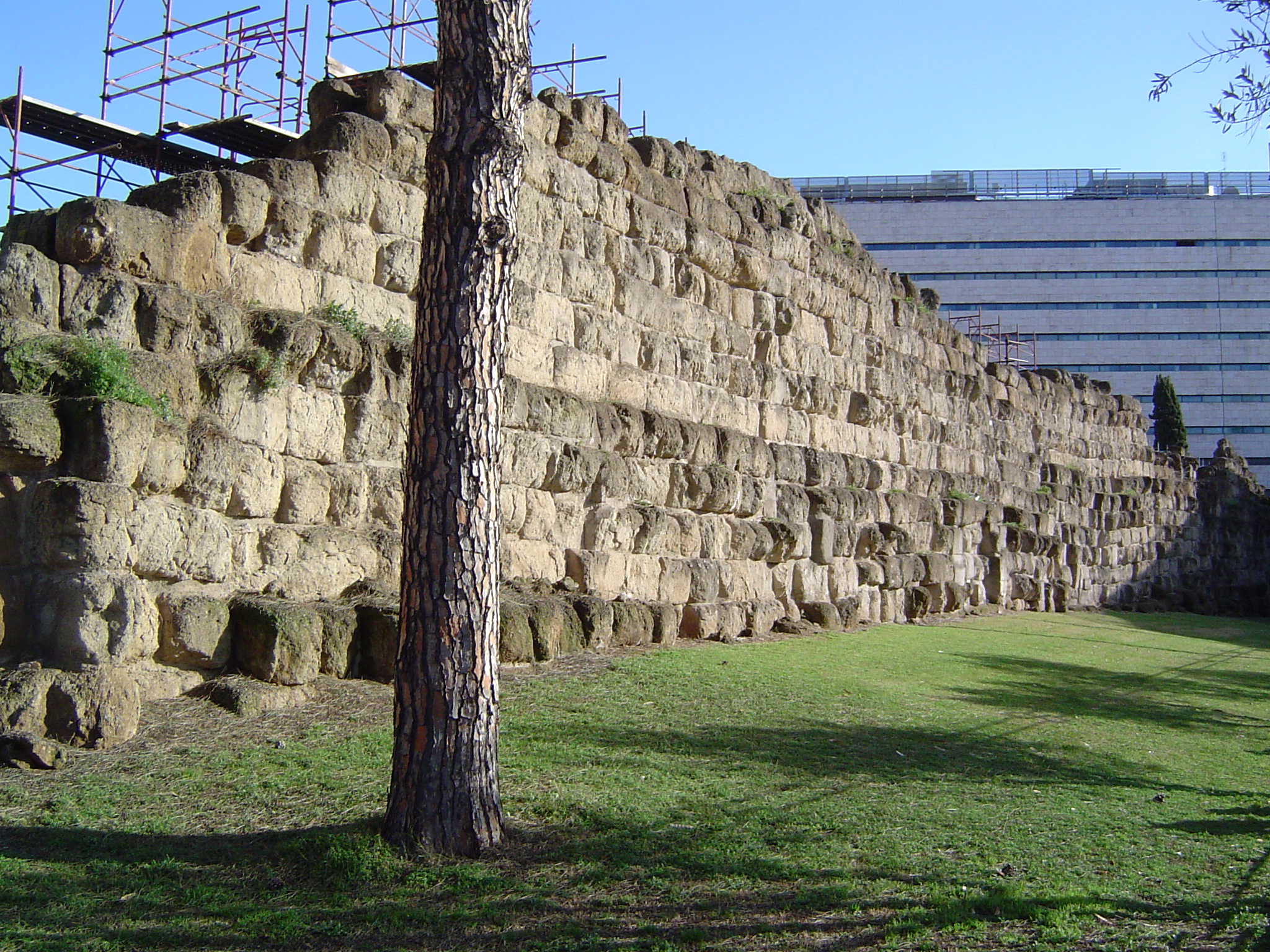
De Servische muur tussen voorhal en restaurant

Na bijna een halve eeuw van verloedering werden de vleugels grondig gerestaureerd voor het jaar 2000. De latere ‘modernistische’ kopgevel is ook bekleed met kostbaar travertijn. De voorgevel oogt streng en monumentaal, maar wordt gecounterd door de organische hal met ticketbalies. Dit transparante gebouw is voorzien van een golvend dak dat fel overhelt. 33 gekromde ribben uit gewapend beton vormen het dak van deze hal. De kromming ervan is geïnspireerd op de welving van de aanpalende Romeinse muur. Het gebouw past in het plaatje van de modernistische, organische architectuur van de jaren ’50, maar leunt ook aan bij het modernisme en futurisme tijdens Mussolini. De organische architectuur moest in de eerste plaats een alternatief vormen voor de monumentale architectuur van weleer. In Visions of Utopia van Terry Kirk lezen we: ‘Organic architecture is at once a social, technical and artistic activity directed to create the setting for a new democratic society’. Ook de inplanting van het station is merkwaardig. Zowel het oudere als nieuwere complex wil op zijn eigen manier omgaan met de stedelijke context en ruïnes uit de antieke cultuur. Zo worden de overblijfselen van de 80 meter lange Servische muur (6e eeuw v. Chr.) geïntegreerd in het nieuwe gedeelte. Onder in het station bevindt er zich sinds 1955 een aansluiting op het metronetwerk en ook het shopping center Forum Termini dat tot voor 2000 in een erbarmelijke toestand verkeerde.

## Overig openbaar vervoer
Ondergronds ligt het metrostation Termini aan de lijnen A en B van de metro van Rome.
Het station is geopend op 10 februari 1955 aan de lijn B en werd later een overstapstation voor lijn A.
Het was tot 2014 het enige overstapstation tussen de toen beide Romeinse metrolijnen.
Op het Piazza dei Cinquecento hebben twee tramlijnen en verschillende buslijnen van het stads- en streekvervoer hun begin- en eindpunt.

## Trivia
- Vlak bij de ingang staat nog een overblijfsel van een oude Romeinse stadsmuur toegeschreven aan koning Servius Tullius, de Servische Muur. In het winkelcentrum onder de grond zijn ook nog delen van deze muur te zien.
- Op 23 december 2006 werd het station aan Johannes Paulus II gewijd, hetgeen tot verwarring leidde: was de officiële naam van het station nu veranderd van Roma Termini in Roma Giovanni Paolo II, of ging het alleen om een ceremonie? Na publiek protest krabbelde de gemeente Rome terug; de officiële naam van het station is niet gewijzigd.
- Het station was wegens zijn ligging vlakbij de basiliek van Santa Maria Maggiore het favoriete vertrek- en aankomststation op de grote reizen van paus Franciscus.